# Manuel Morocho Tapia
Manuel Morocho Tapia (Madrid, 1967), es el inspector jefe de la Unidad de Delincuencia Económica y Fiscal (UDEF) de la Policía Nacional, cuyos informes policiales fueron determinantes en las condenas en el caso Gürtel.

## Investigación
Morocho llevaba investigando la Gürtel y la Kitchen desde el año 2007. En su declaración en la comisión de investigación, reveló que le fue encargado el análisis de otros informes sobre la familia Pujol y la elaboración de uno respecto al incremento patrimonial del comisario Villarejo.
El inspector jefe declaró en la Audiencia Nacional sobre el boicot que sufrió para tratar de frenar las pesquisas sobre la red de corrupción que lideraba Francisco Correa (principal cabecilla de Gürtel. La declaración ante el juez Pablo Ruz se tuvo que hacer fuera del despacho del juez, ante el temor de que los estuviesen espiando. Incluso el juez solicitó un barrido de aparatos de escuchas en su oficina.
La investigación de este inspector jefe obligó a que el gobierno nombrara un sustituto, cesándolo de su cargo.

## Premios
Morocho, el conocido como Policía de la Gürtel, recibió por parte de sus superiores, un curso del FBI en EE.UU, como premio por su labor.